# William Matteuzzi
William Matteuzzi (Bologna, 12 dicembre 1957) è un tenore italiano, particolarmente noto per la grande estensione vocale.

## Biografia
Nel 1980 ha vinto il concorso di canto "Enrico Caruso", che lo ha portato ad esibirsi al Teatro alla Scala di Milano.
Ha debuttato al Metropolitan di New York nel 1988, nel ruolo del Conte d'Almaviva ne Il barbiere di Siviglia.
L'ampio repertorio comprende oltre cento ruoli delle epoche più diverse: dal Recitar cantando al Belcanto, dal romantico fino al moderno.
 
In particolare ha eseguito opere di Claudio Monteverdi, Antonio Vivaldi (Orlando furioso), Wolfgang Amadeus Mozart (Così fan tutte), Vincenzo Bellini (I puritani e La sonnambula), Gaetano Donizetti (La fille du régiment), Giovanni Pacini (L'ultimo giorno di Pompei), Richard Strauss, Nino Rota. È inoltre uno specialista rossiniano: oltre al Barbiere, ha interpretato La scala di seta, L'italiana in Algeri, La gazza ladra, La Cenerentola, Il viaggio a Reims e altre opere.
L'estensione eccezionale, che gli permette di raggiungere il Fa sovracuto a voce piena, gli ha consentito di riprendere in modo integrale alcuni ruoli in opere che furono dei puri tenori contraltini, come Giovanni Battista Rubini e Giovanni David: tra le altre, Zelmira e Ricciardo e Zoraide di Rossini e le già citate I puritani e L'ultimo giorno di Pompei.
Ha svolto una vasta attività discografica che comprende, oltre ai titoli elencati più avanti nell'apposita sezione, L'incoronazione di Poppea e L'Orfeo, con un ensemble da lui fondato appositamente per le esecuzioni monteverdiane, e un recital di musica antica intitolato Dolci miei sospiri.
Si è dedicato anche all'insegnamento, tenendo Master Class di tecnica vocale e interpretazione belcantistica in Germania, Giappone e in Italia, nella scuola di canto lirico "New Opera Ischia".

## Cronologia
Il 24 febbraio 1981 è Beppe nella ripresa del Teatro della Piccola Scala di Milano di Rita di Gaetano Donizetti. Il 7, 8, 9, 11, 13, 14 e 16 agosto 1981 è Cecchino nell'Acqua Cheta di Giuseppe Pietri al Teatro Verdi (Trieste).
Al Teatro Verdi (Trieste) il 2, 4, 7, 9, 11, 14, 16, 18 e 20 marzo 1982 è Fenton nel Falstaff (Verdi), il 2, 5, 9, 14, 16, 21, 24, 27 e 30 novembre 1982 è Zorzeto in Il campiello, il 30 novembre, 3, 6, 8, 11, 13, 15, 21 e 22 dicembre 1983 è Ferrando in Così fan tutte.
Al Rossini Opera Festival nel 1984 è Gelsomino ne Il viaggio a Reims con Cecilia Gasdia, Lucia Valentini Terrani, Katia Ricciarelli, Samuel Ramey, Enzo Dara e Bernadette Manca di Nissa diretto da Claudio Abbado, nel 1985 Condulmiero in Maometto secondo con Chris Merritt diretto da Claudio Scimone, nel 1986 Le Comte Ory con Mariella Devia, nel 1988 Dorvil ne La scala di seta con Luciana Serra e Cecilia Bartoli, nel 1989 Giannetto ne La gazza ladra con Ferruccio Furlanetto, nel 1990 Ricciardo in Ricciardo e Zoraide con Bruce Ford e June Anderson diretto da Riccardo Chailly, nel 1991 Rodrigo in Otello di Rossini e nel 1992 Cavalier Belfiore ne Il viaggio a Reims con Cheryl Studer e Barbara Frittoli diretto da Abbado.
Il 7 febbraio 1985 è Aristeo-Plutone nell'Orfeo all'inferno ed il 18 aprile 1985 è il tenore nel Magnificat (Bach) al Teatro La Fenice di Venezia.
Il 5, 24, 26, 28, 30 aprile e 3 maggio 1988 è Le Comte Ory al Teatro La Fenice di Venezia. 
Il 19 luglio 1998 è Ilo nella Zelmira di Gioachino Rossini.
Il 28 luglio 1988 è Ramiro nella prima rappresentazione del Kleines Festspielhaus di Salisburgo di "La Cenerentola ossia La bontà in trionfo" di Gioachino Rossini.
Il 14, 16, 17, 20 e 22 giugno 1989 è Marciso nell'L'Ape Musicale al Teatro La Fenice di Venezia.
Il 17 gennaio 1990 è Lindoro nella prima rappresentazione della Salle Garnier dell'Opéra de Monte-Carlo di "L'italiana in Algeri" di Gioachino Rossini.
Il 16 marzo 1993 è Ramiro nella ripresa del Teatro Comunale di Firenze di "La Cenerentola ossia La bontà in trionfo" di Rossini.
Nel 1994 è Rodrigo ne l'Otello rossiniano all'Opéra Royal de Wallonie a Liegi.
Nel 1997 canta in un Concerto di Gala a Parigi con Françoise Garner, Federico Longhi, Alain Vanzo e Cristina Chiaffoni.
Nel 1997 canta Elpino in  Il vero omaggio (Rossini) al Festival ROSSINI IN WILDBAD sotto la direzione di Herbert Handt.

## Repertorio
| Ruolo                                           | Titolo                                   | Autore       |
| ----------------------------------------------- | ---------------------------------------- | ------------ |
| Elvino                                          | La sonnambula                            | Bellini      |
| Arturo Talbo                                    | I puritani                               | Bellini      |
| Paolino                                         | Il matrimonio segreto                    | Cimarosa     |
| Guglielmo Antolonstoinoloff                     | Le convenienze ed inconvenienze teatrali | Donizetti    |
| Tonio                                           | La fille du régiment                     | Donizetti    |
| Beppe                                           | Rita                                     | Donizetti    |
| Orphée                                          | Orphée et Euridice                       | Gluck        |
| Evandro                                         | Alceste                                  | Gluck        |
| Mengone                                         | Lo speziale                              | Haydn        |
| Peppe/Arlecchino                                | Pagliacci                                | Leoncavallo  |
| Orfeo                                           | L'Orfeo                                  | Monteverdi   |
| Ottone                                          | L'incoronazione di Poppea                | Monteverdi   |
| Don Ottavio                                     | Don Giovanni                             | Mozart       |
| Ferrando                                        | Così fan tutte                           | Mozart       |
| Aristeo/Plutone                                 | Orphée aux Enfers                        | Offenbach    |
| Appio Diomede                                   | L'ultimo giorno di Pompei                | Pacini       |
| Don Calloandro                                  | La molinara                              | Paisiello    |
| Lindoro                                         | Nina, o sia La pazza per amore           | Paisiello    |
| Edmondo                                         | Manon Lescaut                            | Puccini      |
| Prunier                                         | La rondine                               | Puccini      |
| Giove                                           | L'Orfeo                                  | Rossi        |
| Dorvil                                          | La scala di seta                         | Rossini      |
| Cavalier Giocondo                               | La pietra del paragone                   | Rossini      |
| Conte Alberto                                   | L'occasione fa il ladro                  | Rossini      |
| Argirio                                         | Tancredi                                 | Rossini      |
| Lindoro                                         | L'italiana in Algeri                     | Rossini      |
| Albazar                                         | Il turco in Italia                       | Rossini      |
| Torvaldo                                        | Torvaldo e Dorliska                      | Rossini      |
| Conte d'Almaviva                                | Il barbiere di Siviglia                  | Rossini      |
| Rodrigo                                         | Otello                                   | Rossini      |
| Don Ramiro                                      | La Cenerentola                           | Rossini      |
| Giannetto                                       | La gazza ladra                           | Rossini      |
| Carlo Goffredo di Buglione                      | Armida                                   | Rossini      |
| Ricciardo                                       | Ricciardo e Zoraide                      | Rossini      |
| Pilade                                          | Ermione                                  | Rossini      |
| Condulmiero                                     | Maometto secondo                         | Rossini      |
| Ilo                                             | Zelmira                                  | Rossini      |
| Cavaliere Belfiore Conte di Libenskof Gelsomino | Il viaggio a Reims                       | Rossini      |
| Comte Ory                                       | Le Comte Ory                             | Rossini      |
| Fadinard                                        | Il cappello di paglia di Firenze         | Rota         |
| Flamand                                         | Capriccio                                | Strauss      |
| Vassili                                         | Mavra                                    | Stravinskij  |
| Matteo Borsa                                    | Rigoletto                                | Verdi        |
| Fenton                                          | Falstaff                                 | Verdi        |
| Medoro                                          | Orlando furioso                          | Vivaldi      |
| Zorzeto                                         | Il campiello                             | Wolf-Ferrari |
| Paolo il bello                                  | Francesca da Rimini                      | Zandonai     |

## Discografia

### Incisioni in studio
| Anno | Titolo Ruolo                             | Cast                                                 | Direttore         | Etichetta  |
| ---- | ---------------------------------------- | ---------------------------------------------------- | ----------------- | ---------- |
| 1984 | Rigoletto Matteo Borsa                   | Renato Bruson, Edita Gruberová, Neil Shicoff         | Giuseppe Sinopoli | Philips    |
| 1986 | Ermione Pilade                           | Cecilia Gasdia, Chris Merritt, Ernesto Palacio       | Claudio Scimone   | Erato      |
| 1987 | Francesca da Rimini Paolo il Bello       | Raina Kabaivanska, Matteo Manuguerra, Piero De Palma | Maurizio Arena    | RCA        |
| 1987 | Manon Lescaut Edmondo                    | Kiri Te Kanawa, José Carreras, Paolo Coni            | Riccardo Chailly  | Decca      |
| 1988 | Il barbiere di Siviglia Conte d'Almaviva | Leo Nucci, Cecilia Bartoli, Paata Burchuladze        | Giuseppe Patanè   | Decca      |
| 1989 | Zelmira Ilo                              | Cecilia Gasdia, Chris Merritt, Bernarda Fink         | Claudio Scimone   | Erato      |
| 1991 | Armida Goffredo di Buglione, Carlo       | Cecilia Gasdia, Chris Merritt, Bruce Ford            | Claudio Scimone   | Kock       |
| 1991 | Il matrimonio segreto Paolino            | Susan Patterson, Alfonso Antoniozzi, Janet Williams  | Gabriele Bellini  | Arts       |
| 1992 | La Cenerentola Don Ramiro                | Cecilia Bartoli, Enzo Dara, Alessandro Corbelli      | Riccardo Chailly  | Decca      |
| 1995 | Ricciardo e Zoraide Ricciardo            | Nelly Miricioiu, Bruce Ford, Della Jones             | David Parry       | Opera Rara |
| 1996 | La rondine Prunier                       | Angela Gheorghiu, Roberto Alagna, Inva Mula          | Antonio Pappano   | EMI        |
| 1999 | Otello Rodrigo                           | Bruce Ford, Elizabeth Futral, Ildebrando D'Arcangelo | David Parry       | Opera Rara |
| 2004 | L'incoronazione di Poppea Ottone         | Patrizia Bicciré, Liliana Rugiero, Angela Bucci      | Sergio Vartolo    | Brilliant  |
| 2006 | L'Orfeo Orfeo                            | Sylva Pozzer, Sara Mingardo, Angela Bucci            | Sergio Vartolo    | Brilliant  |

### Registrazioni dal vivo
- Le convenienze ed inconvenienze teatrali, con Daniela Dessì, Franco Sioli, Simone Alaimo, dir. Antonello Allemandi, Ars Nova 1981
- La scala di seta, con Luciana Serra, Natale De Carolis, Roberto Coviello, Cecilia Bartoli, dir. Gabriele Ferro, Ricordi 1988
- I puritani, con Mariella Devia, Christopher Robertson, Paolo Washington, dir. Richard Bonynge, Nuova Era 1989
- La figlia del reggimento, con Luciana Serra, Enzo Dara, dir. Bruno Campanella, Nuova Era 1989
- La gazza ladra, con Katia Ricciarelli, Samuel Ramey, Ferruccio Furlanetto, Luciana D'Intino, dir. Gianluigi Gelmetti, Sony Classical 1989
- Orlando furioso (DVD), con Marilyn Horne, Susan Patterson, Kathleen Kuhlmann, dir. Randall Behr, Pioneer Artists 1990
- Nina o sia La pazza per amore, con Jeanne-Marie Bima, Natale De Carolis, Gloria Banditelli, dir. Hans Ludwig Hirsch, Arts 1992
- La cenerentola, con Cecilia Bartoli, Enzo Dara, Alessandro Corbelli, Michele Pertusi, dir. Riccardo Chailly, Decca 1992
- Il viaggio a Reims, con Sylvia McNair, Luciana Serra, Cheryl Studer, Lucia Valentini, Raul Gimenez, Samuel Ramey, Ruggero Raimondi, Enzo Dara, dir. Claudio Abbado, Berlino 1992, ed. Sony Classical
- La pietra del paragone, con S. Mingardo, P.Spagnoli, J.Fardilha, dir. Bruno Aprea, 1993, ed. Bongiovanni
- La molinara, con A.Scarabelli, C.Remigio, B.Lazzaretti, dir. Ivor Bolton, Ricordi 1996
- Il vero omaggio, con Tatjana Korovina, Angelo Manzotti, Hernan Iturralde, dir. Herbert Handt 1998 Bongiovanni